# Hasan Saltik
Hasan Saltik, ook geschreven als Salti of Saltık (Tunceli (Anatolië), 9 mei 1964 – Bodrum, 2 juni 2021) was een Turks muziekproducent. In 1991 richtte hij in Istanboel het onafhankelijke label Kalan Müzik op.

## Levensloop
Saltik werd geboren als zoon van een Turkse vader van Turkmeense afkomst en een Koerdisch-Zazaki moeder. Op zijn elfde vertrok zijn gezin naar Istanboel. Hier ging hij naar de muziekschool die hij later onderbrak om te gaan werken. Op zijn 19e ging hij naar zee en hij kwam terug op zijn 24e.
Drie jaar later richtte hij zijn muzieklabel Kalan Müzik op. De naam ontleende hij aan de naam die zijn geboorteplaats voor 1936 had. Met het label brengt hij traditionele etnische en volksmuziek uit, Turkse en Ottomaanse muziek van klassieke 78 toerenplaten en moderne muziek van controversiële muzikanten en etnische minderheden. Tussen 1991 en 2004 bracht hij ruim 300 albums uit, variërend van Koerdische volksmuziek en Armeense chants tot Turkse ballades en Joods-Spaanse melodieën.
De autoriteiten hebben hem sinds de oprichting geregeld gedwarsboomd. In 1992 werd hij vanwege het uitbrengen van Koerdische muziek veroordeeld tot drie jaar gevangenisstraf, en in 1999 nogmaals tot een jaar. Beide malen werd echter van daadwerkelijke strafoplegging afgezien. Verder trok het Turkse ministerie voor Industrie en Handel in 2002 zijn licentie in, wat later dat jaar weer ongedaan werd gemaakt.
Sinds de coup van 1980 zijn liederen in minderheidstalen verboden in Turkije. In een artikel van Time uit 2004 verklaart Saltik echter dat hij zich hier niet bij neer wil leggen, omdat hij gelooft in de eenwording van de mensheid. Time omschreef hem in het artikel als een antropoloog van volksmuziek en een rebel at heart. In 2003 werd hij in Nederland bekroond met een Prins Claus Prijs.
Vanaf 2004, na de regeringswisseling van 2002 en de Turkse ambities om lid te worden van de Europese Unie, normaliseerden de relaties tussen Saltik en de Turkse autoriteiten grotendeels, hoewel de vervolging van zijn label nooit geheel ophield. In 2005 werd het uitbrengen van het Koerdische album Keçe Kurdan bijvoorbeeld nog tijdelijk geblokkeerd.
Saltik overleed op 2 juni 2021 aan de gevolgen van een hartstilstand in de stad Bodrum.